# Herr Tischbein

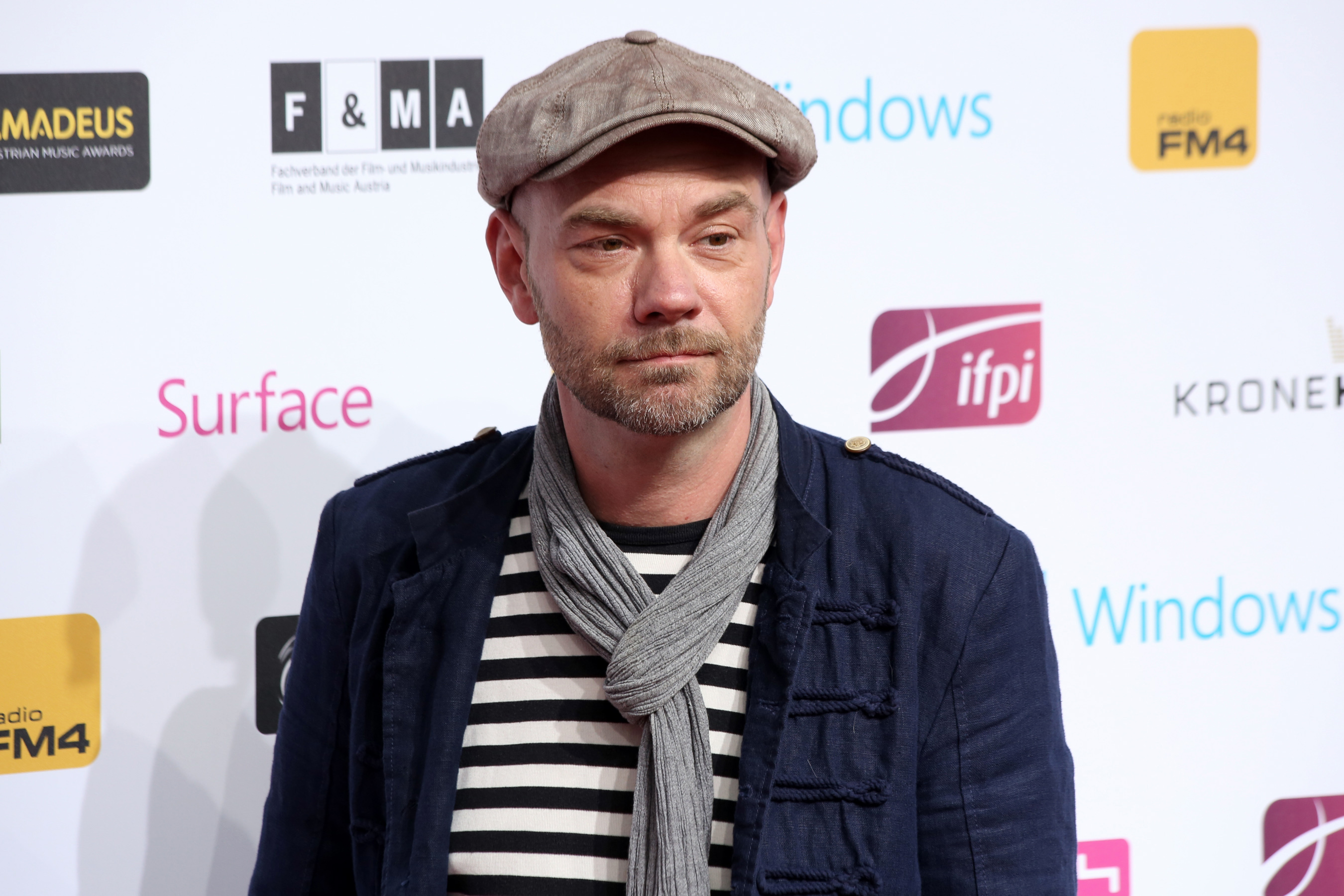
Herr Tischbein (2014)

Herr Tischbein (bürgerlich Marcus Zbonek) ist ein österreichischer Schauspieler, Texter und Musiker, der 2010 mit dem Lied Sympathie Bekanntheit erlangte. Seine Musik ist von Electroswing gekennzeichnet.

## Leben und Wirken
Das Video zum Song erreichte innerhalb weniger Tage mehrere tausend Aufrufe auf YouTube und wurde daraufhin von mehreren österreichischen Radiosendern in die Playlist aufgenommen. Vor seiner Karriere als Sänger war er unter anderem als Schauspieler, Werbetexter und Techno-MC tätig.
Im Herbst 2010 wurde Herr Tischbein für die Österreichische Vorentscheidung zum Eurovision Song Contest 2011 nominiert. Er erreichte nicht die Runde der besten 30 Teilnehmer. Nach seinem Charterfolg mit Sympathie unterzeichnete Herr Tischbein bei Universal Music in Deutschland. Seine zweite Single, Blume, erschien im Oktober 2011.
Anfangs nannte sich der Musiker Emil Tischbein. Diese Bezeichnung geht auf den Namen des Titelhelden des Kinderbuchs Emil und die Detektive von Erich Kästner zurück. Am 25. Mai 2012 erschien sein Debütalbum Kragenweite.
Er ist der Sohn des Film- und Theaterregisseurs Edwin Zbonek.

## Diskografie

### Alben
- Kragenweite, 2012
- Irgendwie, 2015

### Singles
- Sympathie, 2010
- Blume, 2011 (DL Single Only)
- Wie Weihnachten, 2011 (Radio Single Only)
- Kragenweite, 2012 (Promo Single Only)
- Wo sie recht hat, hat sie recht, 2013 (Promo Single Only)